# Reggie Johnson (cestista 1957)
Reginald Johnson, detto Reggie (Atlanta, 25 giugno 1957), è un ex cestista statunitense, professionista nella NBA e in Europa.
Ala grande di 206 cm, ha vinto un titolo NBA con i Philadelphia 76ers guidati da Julius Erving nel 1983.

## Carriera

### La NBA
Dopo aver giocato al liceo per la Cedar Grove High School di Ellenwood, Georgia, e al college con la University of Tennessee, venne selezionato dai San Antonio Spurs al primo giro del Draft NBA 1980 (15ª scelta assoluta). Con la franchigia texana trascorse la stagione NBA 1980-1981 nella quale mise a referto 10,2 punti e 4,5 rimbalzi in 21,7 minuti a partita, diventati 12,7 punti e 4,9 rimbalzi in 32,0 minuti di media nelle 7 partite dei play-off disputate.
Cominciò con gli Spurs anche l'annata seguente, ma il 23 dicembre 1981 venne ceduto (insieme a Ron Brewer e denaro) ai Cleveland Cavaliers in cambio di Mike Mitchell e Roger Phegley. Con i Cavaliers collezionò 23 presenze, poi il 16 febbraio 1982 fu scambiato ai Kansas City Kings in cambio di Cliff Robinson.
Un anno più tardi, il 15 febbraio 1983, i suoi diritti vennero acquisiti dai Philadelphia 76ers. Al fianco di giocatori quali Julius Erving e Moses Malone, Johnson vinse il titolo NBA contribuendo con 5,5 punti e 3,1 rimbalzi di media nei 18,9 minuti concessigli da coach Billy Cunningham in 29 partite di regular season, anche se ai play-off l'utilizzo di Johnson fu perlopiù marginale.
La stagione 1983-1984, nella quale vestì la canotta dei New Jersey Nets realizzando 4,8 punti a gara, fu l'ultima che lo vide calcare i parquet della NBA. Nell'arco di queste quattro annate, Johnson giocò complessivamente 305 partite di regular season NBA (8,4 la sua media punti generale) oltre a 19 partite dei play-off.

### L'Europa

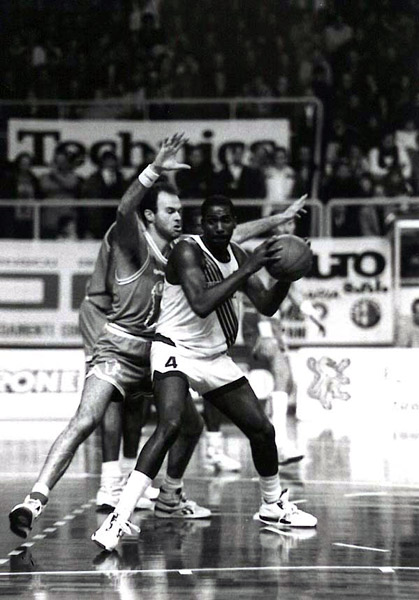
Johnson nel 1990-91 a Trapani

Reggie Johnson arrivò in Italia nell'estate del 1984 ingaggiato dal Basket Rimini, squadra neopromossa in Serie A1 che inizialmente, come altro lungo da affiancare a Ernst Wansley, si era accordata con Michael Cage prima che quest'ultimo nella stessa estate approdasse in NBA. Al suo primo anno con la Marr, questo lo sponsor di allora, Johnson viaggiò a 21,1 punti e 9,5 rimbalzi di media, numeri che consentirono ai romagnoli di raggiungere la salvezza in virtù dell'undicesimo posto. In occasione della sfida casalinga contro una diretta concorrente in classifica quale la Libertas Livorno, fu autore del suo high personale in Italia da 39 punti con 16/22 dal campo e 7/7 dalla lunetta, per una vittoria importante che ribaltò anche la differenza canestri.
Fece coppia sotto canestro con Wansley anche l'anno seguente, quando la Marr di coach Piero Pasini chiuse la regular season della Serie A1 1985-1986 all'ottavo posto in classifica qualificandosi ai play-off. In gara 1 degli ottavi di finale contro la Cantine Riunite Reggio Emilia, Johnson totalizzò 30 punti con 15/19 al tiro più 10 rimbalzi, per una vittoria che fu il preludio al 2-1 nella serie. La corsa della formazione riminese si interruppe ai quarti di finale dei play-off scudetto contro la dominatrice del campionato di quegli anni, la Simac Milano di coach Dan Peterson. In 35 partite tra regular season e play-off, Johnson ebbe medie pari a 20,6 punti e 10,7 rimbalzi a gara.
La sua carriera proseguì in Spagna alla Joventut de Badalona, dove rimase per quattro stagioni. In questi anni, Johnson chiuse il campionato spagnolo rispettivamente con 20,1, 19,2, 17,3 e 14,3 punti di media. Nell'aprile 2009, quando il Badalona giocò la sua partita numero 1 000 in Liga ACB, venne calcolato che Johnson in quel momento era storicamente il quinto marcatore, il terzo rimbalzista e il quarto stoppatore nella storia della società in quel campionato. Il club catalano nel frattempo arrivò per due volte a giocarsi il titolo nazionale, perdendo in entrambe le occasioni contro il Barcellona sia nel 1987 che nel 1990. In campo europeo vinse tuttavia la Coppa Korać 1989-1990 ai danni della Scavolini Pesaro.
In vista della stagione 1990-1991 tornò in Italia accordandosi con la Pallacanestro Trapani, con cui disputò il campionato di Serie A2, in coppia con Bobby Lee Hurt. Nella terza giornata della fase play-out/play-off tra squadre miste di Serie A1 e A2, una sua tripla allo scadere contro la Panasonic Reggio Calabria (l'unica da lui segnata in stagione) portò l'incontro ai supplementari dove poi furono i trapanesi a vincere: lì iniziò una striscia di cinque vittorie consecutive che successivamente portarono il club per la prima volta in Serie A1. Con una media di 22,0 punti e 10,4 rimbalzi tra regular season e play-off, Johnson fu tra i protagonisti della promozione.
All'età di 34 anni fece ritorno nella Liga ACB spagnola firmando con il León. Inizialmente trascorse qui tre stagioni, dal 1991 al 1994, nelle quali fece registrare rispettivamente 16,9, 13,4 e 14,9 punti di media. Nel febbraio 1995 venne tuttavia richiamato dallo stesso club per sostituire Carlus Groves, concludendo la stagione con 11,2 punti di media in 12 presenze.

## Palmarès

### Competizioni nazionali
- Campionato NBA: 1

Philadelphia 76ers: 1983
- Supercoppa spagnola: 1

Joventut Badalona: 1986
- Copa Príncipe de Asturias: 2

Joventut Badalona: 1987, 1989
- Liga catalana: 3

Joventut Badalona: 1986, 1987, 1988
- Promozioni in Serie A1: 1

Trapani: 1990-91

### Competizioni internazionali
- Coppa Korać: 1

Joventut Badalona: 1989-90